# Shingo Hoshino (Fußballspieler, 1964)
Shingo Hoshino (japanisch 星野 晋吾 Hoshino Shingo; * 14. März 1964 in der Präfektur Saitama) ist ein ehemaliger japanischer Fußballspieler.

## Karriere
Hoshino erlernte das Fußballspielen in der Schulmannschaft der Bunan High School sowie in der Universitätsmannschaft der Nihon-Universität. Seinen ersten Vertrag unterschrieb er im 1986 beim Erstligisten Hitachi (Kashiwa Reysol). Ende 1994 beendete er seine Karriere als Fußballspieler.